# Maggese (colore)
Il Maggese è un marrone chiaro, che richiama il colore del terreno nella rotazione delle colture a maggese.
Il maggese (fallow in inglese) è uno dei nomi di colore più antichi, dato che il suo primo utilizzo in lingua inglese risale all'anno 1000.